# Janda Ferenc
Janda Ferenc (Podola (Nyitra megye), 1850. november 22. – 1905 után) igazgató-tanító.

## Élete
Podolán született Janda János és Egry Erzsébet fiaként. Apja 40 évig tanítóskodott (öt fia közül négy a tanítói pályára lépett). Janda Ferenc középiskoláit Pozsonyban és Nagyszombatban végezte; azután a nagyszombati tanítóképzőbe lépett. 1870-ben főtanítói oklevelet nyert. Pályája kezdetén tapasztalásgyűjtés végett folyton változtatta állomását: segédtanító volt 1870-71-ben Diószegen (Pozsony megye), 1871-72-ben Podolán, 1872-73-ban Esztergomban, rendes tanító 1873-77-ben Szevkerinben (Torontál megye) a római katolikus főiskolánál, 1877-80-ban Móricföldön (Temes megye), 1880-1885-ben Szécsenfalván, 1885-1892-ben Sztárcsován; 1892 szeptemberében Perlaszra (Torontál megye) nevezték ki, ahol 1893. januártól mint igazgatótanító működött. Az új-pécsi tanító-fiókegylet jegyzője volt, később a pancsovai tanító-fiókegyletnek előbb jegyzője, azután alelnöke és a délmagyarországi országos tanító-egylet választmányi tagja. A magyar beszéd sikeres tanításáért már több ízben kapott a felsőbb hatóságtól elismerést; 1886-ban a Torontál megyei közigazgatási bizottság őt hat arannyal tüntette ki.

## Írásai
Cikkei a Paedagogiai Szemlében (1884. A tanítók összetartásáról, Tanképesítés és pályázati hirdetések, Az erkölcsi nevelés akadályai, 1885. Mi a hanyag iskolalátogatásnak főoka falun?, A tanító mint tanfelügyelő: Steinbach Antal életrajza, 1891. A gyermekhalandóság okai), a Pancsova és vidékében (1888-89.), a Tanügyben (1893. Háladatlanság?, Bajok és orvosszerek, Iskolai vizsga Perpatvaron, 1894. A közoktatási költségvetés letárgyalása és a statisztika, Az állami iskola, A délmagyarországi országos tanítóegylet nagy- és közgyűlése, Közoktatási állapotok), a Néptanodában (1893. Valamit a felekezeti iskolákról, Az 548 krajczáros tanítók), a Délvidéki Tanügyben (1896. Azok az iskolai mulasztások. Milleneumi óhajtásaink összesítése, Érdem és jutalom, Az uj tanévben); írt még az Ungar. Schulboteba, a Délmagyarországi Lapokba, a Neue Temesvarer Zeitungba, a Torontálba, a Banater Postba, a Kis Ujságba, az Uj Budapestbe, a Határőrbe, az Egyetértésbe (Délmagyarország érdekében).
Előadásokat tartott a tanítóegyletek gyűlésein: Módoson 1883-ban, Becskereken és Újaradon 1893-ban.